# Daniel Carbonell Wilches
Daniel Carbonell Wilches (Barranquilla, República de Nueva Granada, 13 de octubre de 1857-Barranquilla, República de Colombia, 15 de agosto de 1924) fue un abogado, político y periodista colombiano. 

## Biografía
Estudió derecho y filosofía y letras en el Colegio Caldas de Barranquilla. Aunque no alcanzó a doctorarse, sus conocimientos sobre derecho gran fama profesional, pues en esa época no era obligatorio el título para participar de las litigaciones judiciales.
Entre los cargos que ocupó están: jefe de Hacienda y Finanzas en Panamá, juez de Circuito especializado en lo Civil, magistrado del Tribunal Superior de Barranquilla, Representante a la Cámara, Senador, último Gobernador del Departamento de Barranquilla y primer gobernador del Departamento de Atlántico tras haber sido refundado en agosto de 1910. Cabe anotar que a este último cargo llegó por ser amigo del presidente Ramón González Valencia, entre otras cosas por estar afiliado al Partido Republicano Colombiano y haber participado en el Intento de Golpe de Estado que pretendió llevar a González a la presidencia por la fuerza en 1909.
Fue abogado de la Railroad & Pier Co, empresa encargada de la concesión del Ferrocarril a Puerto Colombia. Durante su gestión como gobernador remodeló la zona céntrica de Barranquilla, incluyendo la Calle Ancha.

## Familia
Era hijo de Francisco Carbonell Ahumada, hermano de los empresarios Próspero Carbonell Wilches y Francisco Carbonell Wilches y padre del también gobernador Abel Francisco Carbonell.